# Halle Thüringer Güterbahnhof
Het Thüringer Güterbahnhof is een voormalig spoorwegstation voor het goederenvervoer in de Duitse plaats Halle. Het werd in 1991 gesloten.